# Monique Giroux
Pour les articles homonymes, voir Giroux.
 (février 2023).
Monique Giroux, née le 5 septembre 1963 à Oka, est productrice et animatrice de radio québécoise.

## Biographie
Née à Oka, elle se passionne très tôt pour la musique et collectionne les 45 tours.
Alors âgée de 10 ans, en 1974, elle est nommée Mairesse de Patofville de la semaine dans l'émission de télévision pour enfants Patofville et apparait ensuite dans le film documentaire Mon oncle Patof.

### Implication citoyenne
Elle fait publiquement son coming out en 2006.
La même année, le groupe électro-pop Numéro rend hommage à l'animatrice avec la chanson Monique sur son album L'Idéologie des stars.
Fondation Émergence
En mai 2007, Monique Giroux devient porte-parole de Gai Écoute, un centre d'aide et d'écoute téléphonique pour les gais et lesbiennes du Québec. Elle affirme alors que sa première préoccupation en devenant porte-parole pour l'organisme est de répandre un message d’inclusion de toutes les différences dans la société.
On est toutes la belle-sœur des Belles-Sœurs
En novembre 2008, dans le cadre du 40e anniversaire des Belles-Sœurs de Michel Tremblay et André Brassard, Monique a l’idée et initie la création d’un événement au bénéfice du Théâtre du Rideau Vert. Mise en scène par Denise Filiatrault cette édition inédite et présentée que deux fois sur scène, mettait en vedette des personnalités québécoises non-actrices. 75 000 CA$ sont récoltés au terme des deux représentations.[réf. nécessaire]
Les couples Imaginaires, photographies d’Olivia Ciappa, mai 2015
Photographies de personnes du même sexe en situation de couple, ce concept, d’abord présenté en France, a été réinterprété au Québec à l’initiative de l’animatrice Monique Giroux en collaboration avec Dany Turcotte et le Consulat général de France et de la photographe Olivia Ciappa. L’exposition s’est tenue au Complexe Desjardins à Montréal et a été inaugurée dans le cadre de la Journée int’l de lutte contre l’homophobie présentée par la Fondation Émergence.[réf. nécessaire]
Tu trouveras la paix
En mars 2019, à l'initiative de Monique Giroux et de Nicolas Lemieux, président de GSI Musique, a lieu l'enregistrement par un collectif de douze artistes du Québec de la chanson Tu trouveras la paix dédiée à la chanteuse Renée Claude alors atteinte de la maladie d'Alzheimer. Céline Dion, Diane Dufresne, Ginette Reno, Isabelle Boulay, Luce Dufault, Louise Forestier, Laurence Jalbert, Catherine Major, Ariane Moffatt, Marie Denise Pelletier et Marie-Élaine Thibert sous la direction de Julie Lamontagne, ont chanté  Tu trouveras la paix. Les droits sur la chanson et le spectacle-hommage présenté à la Maison Symphonique en novembre 2019 ont permis d’amasser près de 180000 CA$ pour la Fondation CHUM-Alzeihmer[réf. nécessaire].
La campagne L'amour crisse
En janvier 2021, Louise Latraverse invitée de l’émission En direct du Jour de l’an répond à la question de France Beaudoin : « Qu’est-ce que la pandémie ne nous volera pas…L’amour crisse ». Dès le lendemain, Monique Giroux imagine avec Louise Latraverse, Renée Pageau et Samuel-Olivier Barrette, la production de t-shirt à l’effigie de ces deux mots devenus slogan. Les bénéfices sont versés à la Maison Simonne-Monet-Chartrand qui vient en aide aux femmes victimes de violences conjugales. L'argent collecté permet alors la construction de la "Maison d’hébergement de deuxième étape" qui porte le nom de Louise Latraverse.[réf. nécessaire]

## Carrière
Elle est employée de Radio-Canada depuis 1986. Elle y prend de l'expérience d'abord, en tant que recherchiste de Joël Le Bigot et chroniqueuse culturelle à l'émission Désautels.
En 1992, elle débute au micro de Quelle époque, où elle se plaît à jouer des mélodies presque oubliées. Puis elle anime l'émission quotidienne d'après-midi Les refrains d'abord, à compter de 1993.
En 1998, elle lance une série d'émissions de radio réalisées en public, Le Cabaret des Refrains, où elle fait découvrir à une nouvelle génération d'auditeurs les grands de la chanson française des années 1960 et 1970.

### Administratrice
- Sociétaire de l'Académie Charles-Cros, France, depuis 2001
- Administratrice et représentante du Québec au conseil d’administration du CFA Centre de la Francophonie des Amériques, de 2007 à 2015
- Présidente d'ÉCHO SONORE-Collectif consacré à la chanson et la musique d'ici et d'ailleurs, depuis 2018
- Administratrice de Culture Montréal, depuis 2020

## Activités dans le milieu musical
- Clémence Presqu’intégrale, regroupant les monologues de Clémence DesRochers.
- La série Heureux qui comme Félix, portrait radiophonique de Félix Leclerc d’une durée de dix heures produit en 1997 par Radio-Canada et immortalisé dans un coffret de dix disques compacts. Pour ce projet, Monique Giroux assure également la conception du coffret.
- En 2002, elle réalise à Montréal et à Paris pour la RFP (Radios francophones publiques), près de 40 entrevues avec et autour de Charles Aznavour. La série radiophonique qui en découle, Aznavour… sur ma vie, est diffusée à l'été 2003.
- En 2005, elle collabore à la réalisation du disque Aujourd’hui Encore, hommage à Aznavour
- Elle signe la conception et la mise en scène de Tous avec Vigneault au bout du monde, spectacle de clôture des FrancoFolies de Montréal.
- Marraine du coffret Mille mots d’amour des Impatients, organisme qui vient en aide aux personnes souffrant du mal de vivre, elle a mis en place en 2005 le projet Parle-moi d’amour qui a pris la forme d’un coffret de lettres d’amour écrites autant par des personnalités connues que par des anonymes et des Impatients.
- Monique Giroux se lance en 2010 dans la création pure avec Un design sonore de Monique Giroux, un disque de seize chansons.

## Conceptions et/ou Mises en scène
Monique Giroux a signé la conception, la mise en scène et/ou l’animation de nombreux spectacles :
- Spectacle d’ouverture des FrancoFolies de Montréal « Brel quinze ans déjà », 1993
- Spectacle d’ouverture des Francofolies de Montréal « Salut Félix », 1994
- Spectacle du Festival Juste pour rire « Salut Trenet », 2001
- Spectacle d’ouverture du Festival mondial de littérature « Accordez vos plumes », 2001, 2002, 2003, et 2004
- Le Fanal, St-Nazaire, France « L’Intégral de Brassens, 144 chansons », 2001
- Spectacle des FrancoFolies de Montréal « Hommage à Bécaud », 2002
- Musée canadien des civilisations, Ottawa «L’effet Barouh», 2002
- Le Fanal, St-Nazaire, France « Les Jalousies », 2002
- Spectacle de clôture des FrancoFolies de Montréal «Salut Brel» avec l’Orchestre symphonique de Montréal, 2003
- Le Fanal, St-Nazaire, France «Hommage à Léo Ferré», 2003
- L’Orchestre symphonique de Montréal, spectacle lancement de saison 2003-2004 et concerts 2004 de Claude Dubois, Lara Fabian, Sylvain Cossette
- Star Académie, atelier sur la culture et l’histoire de la chanson, 2004
- Le Fanal, St-Nazaire, France «Hommage à Boby Lapointe», 2005
- Spectacle d’ouverture des FrancoFolies de Montréal «Hommage à Beau Dommage», 2005
- Spectacle de clôture des FrancoFolies de Montréal «Tous au bout du monde avec Vigneault», 2005
- Juste pour le plaisir coupable de chanter avec Guylaine Tremblay et Antoine Gratton, dans le cadre du festival Juste pour rire, 2007
- Paris pour moi, Festival Montréal en Lumière, 2009
- Un cadeau pour Sophie, mise en scène du conte et des chansons de Gilles Vigneault, Festival international de littérature, 2009-2010
- Spectacle au bénéfice Jeunes musiciens du monde, Club Soda, 2010
- Spectacle Le Devoir : 100 ans de chansons, Métropolis, 2010
- Des mots sur mesure, Maison de la culture Ahuntsic, 2010
- Le Québec prend la Bastille, fête de la Musique, place de la Bastille, Paris, 18 juin 2011
- Les Arts s'invitent au Jardin. Jardin botanique de Montréal. 25 spectacles de 2018 à 2022
- Carte Blanche colorée par...,Place des Arts et diffusion web. 10 spectacles de 2020 à 2022
- L'histoire de mes chansons,Théâtre de la ville, Longueul, Théâtre Jean Duceppe et diffusion web. 15 émissions-spectacles.

## Ouvrages
- Le Québec Chante, coécrit avec Louis Boudreault et Gino Chouinard, éditions Beaux-Livres Henri Rivard, Saint-Charles-sur-Richelieu, 2006  (ISBN 9782980904417)
- Ta Photo dans ma chambre, coécrit avec Jean-Christophe Laurence, Éditions La Presse, Montréal, 2016  (ISBN 9782897054519)
- Le Paris de Monique Giroux, Éditions VLB, Montréal, 2017  (ISBN 9782896496853)
- Félix Leclerc et nous, co-écrit avec Pierre Gince, Éditions de l'Homme, Montréal? 2021  (ISBN 9782761958462)

## Prix et distinctions
- 1999 - Grand Prix de la Radio dans les catégories « Meilleure animation », ainsi que « Meilleure émission », pour une émission spéciale sur Léo Ferré. Un troisième[Quoi ?] de ces Grands Prix de la Radio lui était remis dans la catégorie « Meilleure Émission » pour la diffusion d’une émission spéciale intitulée Adieu Trenet[Par qui ?].
- 2003 - Chevalier de l’Ordre des Arts et des Lettres[réf. nécessaire]
- 2006 - Prix de l'Ordre des francophones d'Amérique du Conseil supérieur de la langue française [réf. nécessaire]
- 2008 -  Prix Raymond-Charrette du Conseil supérieur de la langue française[réf. nécessaire]
- 2008 - Femme de l’année par Elle Québec[5][source insuffisante]
- 2009 - Ordre de la Pléiade remis par l'assemblée des Parlementaires de la francophonie[réf. nécessaire]
- 2009 - Prix Harfang du Mouvement Montréal français[6]
- 2010 - membre de l'Ordre du Canada[réf. nécessaire]
- 2014 - Décorée de Ordre National du Québec[réf. nécessaire]
- 2014 - Officière de l'Ordre des Arts et des Lettres de la République Française[réf. nécessaire]
- 2015 - Prix Lutte contre l'homophobie par la Fondation Émergence[3]
- 2022 - Commandeure de l'Ordre de Montréal[réf. nécessaire]